# Tomografia sísmica
A tomografia sísmica usa registos sísmicos (Trajeto da onda sísmica do local do evento até a estação sismográfica) digitais para a construção de imagens do interior da Terra.
Basicamente este processo inicia-se com  a localização e caracterização de um conjunto de sismos significativos. Considera-se que estes sismos iluminam o interior da Terra com ondas sísmicas. O tempo que as ondas sísmicas levam até chegarem a determinadas estações sismográficas pode então ser utilizado para determinar a velocidade destas ondas através da Terra. Ao combinar análises de muitos sismos, localizados em vários locais espalhados pelo globo, pode construir-se um mapa tridimensional de velocidades das ondas sísmicas no interior da Terra. Possibilita distinguir zonas internas com diferentes temperaturas. As mais quentes são identificadas por retardarem as ondas sísmicas interiores, enquanto, as mais frias são denunciadas pela aceleração que provocam. 